# Národní parky v Salvadoru

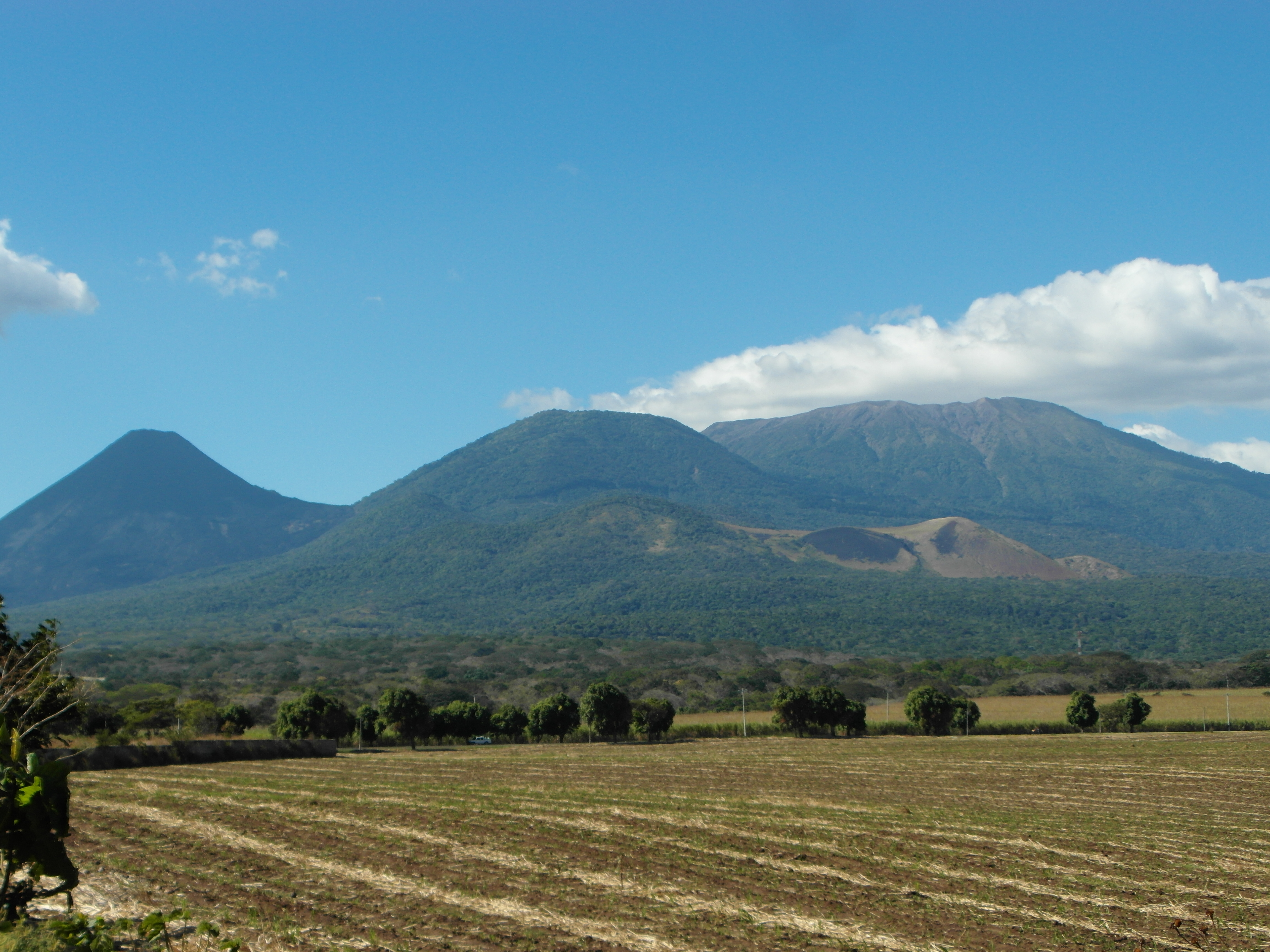
3 dominantní vulkány v NP Los Volcanes

V roce 2015 se v Salvadoru nacházely 4 národní parky.
| Název parku                                   | Rozloha  | Departement          |
| --------------------------------------------- | -------- | -------------------- |
| Národní park Imposible                        | 3 793 ha | Ahuachapán           |
| Národní park Montecristo                      | 1 973 ha | Santa Ana            |
| Národní park Los Volcanes                     | 2 734 ha | Santa Ana, Sonsonate |
| Národní park San Diego, San Felipe Las Barras | 1 866 ha | Santa Ana            |